# Yu-Gi-Oh! The Movie: Pyramid of Light
Yu-Gi-Oh! The Movie: Pyramid of Light (遊戯王デュエルモンスターズ 光のピラミッド Yūgiō Dyueru Monsutādo Monsutāzu Hikari no Piramiddo?), este un film anime aventura film de fantezie din 2004, produs de 4Kids Entertainment bazat pe manga și anime japonez Yu-Gi-Oh! Are distribuția filmului Yu-Gi-Oh! serialul de televiziune într-o nouă aventură care are loc între a treia și al patrulea sezoane ale show-ului.